# فرودگاه دیومیسیو فریتاس
فرودگاه دیومیسیو فریتاس (به انگلیسی: Diomício Freitas Airport) (به زبان بومی: Aeroporto Diomício Freitas / Forquilhinha) یک فرودگاه همگانی مسافربری با کد یاتا CCM است که یک باند فرود آسفالت دارد و طول باند آن ۱۴۸۸ متر است. این فرودگاه در شهر کریسیوما کشور برزیل قرار دارد و در ارتفاع ۹۳ متری از سطح دریا واقع شده‌است.

## شرکت‌های هواپیمایی و مقصدهای پروازی
No scheduled flights operate at this airport.